# Velma Caldwell Melville
Velma Caldwell Melville (ur. 1 lipca 1858, zm. 25 sierpnia 1924) – amerykańska poetka i prozaiczka. Urodziła się 1 lipca 1858 w mieście Greenwood, w Vernon County w stanie Wisconsin jako córka Williama A. Caldwella i Artlissy Caldwell z domu Jordan. Ojciec poetki zginął w czasie wojny secesyjnej. W wieku dwudziestu lat Velma wyszła za mąż za Jamesa Melville’a, absolwenta Wisconsin State University, zwolennika prohibicji. Zmarła 25 sierpnia 1924 w Gainesville na Florydzie. Jest autorką wielu wierszy i opowiadań. Jej najsłynniejszym dziełem jest White Dandy, or Master and I; A Horse’s Story.